# Olga Kubińska
Olga Kubińska (ur. 20 grudnia 1963 w Zakopanem) – polska literaturoznawczyni, dr hab. nauk humanistycznych, profesor uczelni Instytutu Anglistyki i Amerykanistyki Wydziału Filologicznego Uniwersytetu Gdańskiego oraz profesor nadzwyczajny Instytutu Pedagogiczno-Językowego Państwowej Wyższej Szkoły Zawodowej w Elblągu.

## Życiorys
21 czerwca 1999 obroniła pracę doktorską Funkcja retoryki w modelowaniu i destrukcji władzy. Ponowne odczytanie "sprawy Overbury'ego", Została zatrudniona na stanowisku adiunkta w Instytucie Anglistyki na Wydziale Filologicznym Uniwersytetu Gdańskiego. 24 października 2014 habilitowała się na podstawie pracy zatytułowanej Przybyłem tu, by umrzeć. Relacje z placów straceń.
Piastuje funkcję profesora uczelni Instytutu Anglistyki i Amerykanistyki Wydziału Filologicznego Uniwersytetu Gdańskiego, a także profesora nadzwyczajnego Instytutu Pedagogiczno-Językowego Państwowej Wyższej Szkoły Zawodowej w Elblągu.
Jej mężem jest profesor Uniwersytetu Gdańskiego Wojciech Kubiński.